# Musée national de la nature et des sciences de Tokyo
Ne doit pas être confondu avec Musée national de Tokyo.
Le musée national de la Nature et des Sciences de Tokyo (国立科学博物館, Kokuritsu kagaku hakubutsukan) est situé au nord-est du parc d'Ueno à Tokyo.

## Historique

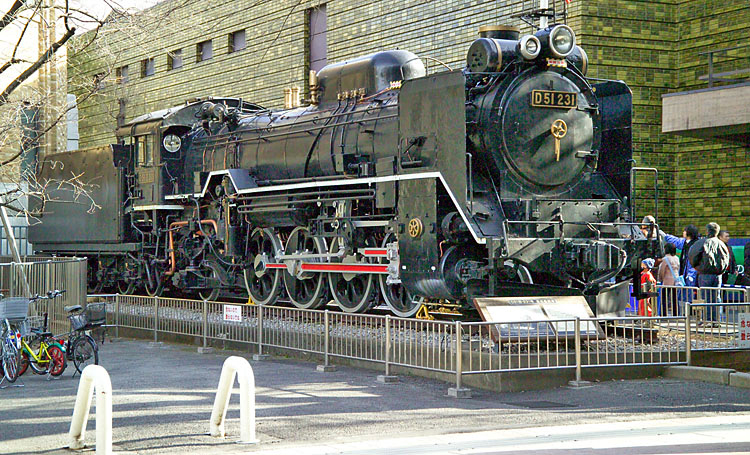
Locomotive à vapeur devant le Musée national des sciences de Tokyo.

Ouvert en 1871, le musée national de la Nature et des Sciences a eu plusieurs noms, y compris musée du ministère de l'Éducation ; musée de Tokyo ; musée des Sciences de Tokyo ; musée national des Sciences du Japon et, actuellement, musée national de la Nature et des Sciences, de la traduction officielle en anglais « National Museum of Nature and Science » à partir de 2007. Le musée a été rénové dans les années 1990 et 2000, et offre actuellement une large variété d'expositions d'histoire naturelle et des expériences scientifiques interactives.
Le musée présente également des expositions sur la science à l'époque pré-Meiji au Japon.